# Cyrtandra lanceolifera
Cyrtandra lanceolifera är en tvåhjärtbladig växtart som beskrevs av Spencer Le Marchant Moore. Cyrtandra lanceolifera ingår i släktet Cyrtandra och familjen Gesneriaceae. Inga underarter finns listade i Catalogue of Life.